# Donald Kirkpatrick
Donald L. Kirkpatrick − profesor Uniwersytetu Wisconsin. Twórca koncepcji czteropoziomowej oceny szkoleń (model Kirkpatricka), którą przedstawił w czterech artykułach opublikowanych w latach 1959−1960 w Journal of American Society of Training Directors. Autor książki Ocena efektywności szkoleń. Był przewodniczącym American Society of Training Development (ASTD). Założył przedsiębiorstwo Kirkpatrick Partners, które zajmuje się doradztwem dla dużych korporacji.